# Die Propellerinsel

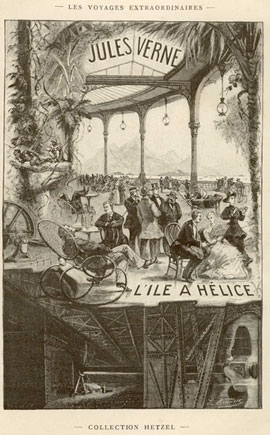
Titelseite der französischen Originalausgabe mit einer Illustration des Zeichners Léon Benett

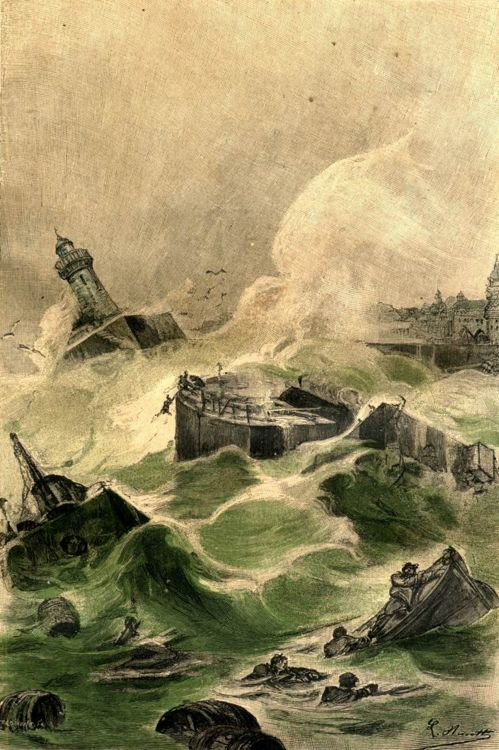
Die Zerstörung der Propellerinsel

Die Propellerinsel (auch Die Insel der Milliardäre oder Die Propeller-Insel) ist ein Roman des französischen Schriftstellers Jules Verne. Die Originalausgabe wurde 1895 in zwei Bänden vom Verlag Pierre-Jules Hetzel in Paris veröffentlicht. Der erste Band erschien am 16. Mai 1895 und der zweite am 14. November 1895 – beide unter dem französischen Titel L’Île à hélice.  Die erste deutschsprachige Ausgabe erschien im selben Jahr unter dem Titel Die Propeller-Insel. Der englische Titel lautet Propeller Island.

## Handlung

Ausgabe von um 1900

Nach einem Unfall mit ihrer Kutsche auf ihrer Reise von San Francisco nach San Diego zu einem Konzertauftritt suchen die vier französischen Musiker Yvernes, Frascolin, Pinchinat und Zorn nach einem Nachtquartier. Sie treffen auf Jeremias Fender, der sie in eine nahegelegene Stadt mitnimmt. Dort angekommen staunen die Musiker über die elegante Stadtanlage, die sie in der Einöde nicht erwartet hatten. Am nächsten Morgen stellt sich heraus, dass die Musiker sich auf einer künstlichen Insel aus Stahl befinden, die von amerikanischen Milliardären erbaut wurde. Diese Standard-Island genannte schwimmende Insel wird von riesigen, zehn Millionen PS starken Motoren über Propeller angetrieben und ist voll manövrierfähig. Sie wurde innerhalb von vier Jahren gebaut und besteht aus 270.000 Bauteilen, von denen jedes 16,70 Meter hoch und 10 Meter lang und breit ist. Der gesamte Behälter hat eine Oberfläche von 27 km². Die ovale Insel ist 7 Kilometer lang, 5 Kilometer breit und besitzt einen Umfang von 18 Kilometern. Bei voller Beladung hat die Insel einen Tiefgang von zehn Metern und liegt sieben Meter oberhalb der Wasserlinie. Die Höchstgeschwindigkeit beträgt acht kn. Die Insel zählt etwa 10.000 Einwohner, die alle amerikanische Staatsbürger sind. Das Gesamtvolumen der Insel beträgt 432 Millionen Kubikmeter, die Wasserverdrängung 259 Millionen Kubikmeter. Die Hauptstadt Milliard-City besitzt ein eigenes Straßenbahn-System.
Die Musiker erfahren, dass sie von Eucalistus Munbar auf die Insel gebracht worden sind, um den Reichen die Zeit bei ihren Fahrten über die Weltmeere zu vertreiben. Man bietet ihnen jeweils ein Jahresgehalt von einer Million Francs an und sie unterzeichnen den Vertrag.
Im weiteren Verlauf wird klar, dass die Insel geteilt ist. Auf der Backbordhälfte wohnen Yankees aus den Nordstaaten, auf der Steuerbordhälfte die Dixies aus den Südstaaten. Die beiden mächtigsten Familien – die Tankerdons auf der Backbordseite und die Coverly auf der Steuerbordseite – konkurrieren miteinander. Der Sohn der Familie Tankerdon und die Tochter der Familie Coverly verlieben sich jedoch ineinander. Seit einem Besuch bei den Hawaii-Inseln wird die Insel von einer Ketsch mit Malaien verfolgt. Die Äquatortaufe entfällt, da Coverly und Tankerdon sich nicht einigen können, wer von ihnen den Schuss aus einer Kanone abfeuern darf.
Die Besatzung der malaiischen Ketsch wird von der Propellerinsel als Schiffbrüchige aufgenommen, da ihr Schiff angeblich mit einem Dampfschiff zusammengestoßen sei. Ihr Kapitän Sarol plant jedoch heimlich eine Verschwörung gegen die Propellerinsel. Über Tahiti und die Neuen Hebriden geht die Fahrt weiter nach Samoa. Plötzlich stößt die Propellerinsel bei der weiteren Fahrt mit einem britischen Frachter zusammen und versenkt ihn. Daraufhin stoppen britische Kriegsschiffe die Insel und verlangen Entschädigung.
Die Fahrt geht weiter nach Tonga. Auf der Fahrt zu den Fidschi-Inseln kreuzt ein geheimnisvolles Dampfschiff ihren Weg, das offensichtlich eine große Anzahl Raubtiere auf der Propellerinsel absetzt. Tiger, Löwen, Jaguare, Panther und Krokodile streifen über die Insel und verbreiten Angst und Schrecken. Die Tiere werden alle erlegt. Bei der Jagd auf den letzten Tiger rettet Tankerdon Coverly das Leben. Die beiden Familien versöhnen sich zunächst. Eine Hochzeit ihrer Kinder scheint möglich. Auf den Fidschi-Inseln wird Pinchinat von Kannibalen gefangen genommen, kann aber befreit werden. Ein weiteres Dampfschiff erreicht die Insel und bringt die Kunde von dem Konkurs der Eigentümer-Gesellschaft. Coverly und Tankerdon kaufen daraufhin die Propellerinsel und gründen eine gemeinsame Gesellschaft. Auf den Neuen Hebriden kommt es zu einem Aufstand unter Führung des malaiischen Kapitäns Sarol, der die Inselbewohner mit mehreren Tausend Insulanern angreift. Französische Siedler kommen mit weiteren Insulanern den Einwohnern der Propellerinsel zur Hilfe. Der Aufstand kann niedergeschlagen werden. Der amtierende Gouverneur Bikerstaff der Propellerinsel wird jedoch dabei getötet. Um dessen Nachfolge kommt es zu einem neuen Konflikt zwischen Coverly und Tankerdon. Tankerdon auf der Backbordseite und Coverly auf der Steuerbordseite geben im Laufe dieses Konflikts jeweils sich widersprechende Befehle an Kommodore Simcoe, der diese nicht ausführt. Die Maschinisten beider Inselhälften müssen die Befehle dann dennoch ausführen. Durch die Versuche beider Seiten, den Kurs zu bestimmen, wird die Propellerinsel in eine Rotationsbewegung versetzt und damit manövrierunfähig. Durch einen starken Wirbelsturm bricht sie schließlich in mehrere Teile. Ein großer Teil der Inselbevölkerung kann sich auf die verbliebenen Bruchstücke retten. Sie erreichen schließlich die Nordinsel Te Ika-a-Māui von Neuseeland. Die Kinder von Coverly und Tankerdon können endlich heiraten. Die Musiker schiffen sich von Auckland nach San Diego ein, wo sie ihr geplantes Konzert geben können.

## Hintergrund
In seinem Roman karikiert Jules Verne die gesellschaftlichen Zustände seiner Zeit. So regte ihn etwa eine unfair geführte Wahl zum Stadtrat von Amiens zur Schilderung der Streitigkeiten der Familien Tankerdon und Coverly an, dieses Romeo-und-Julia-Motiv zu verwenden. Auch übt Verne in diesem Werk deutliche Kritik an Großbritannien.

## Kritik an den Übersetzungen
Besonders an den ersten englischen Übersetzungen wurde Kritik geübt, da in diesen fast alle kritischen Äußerungen über die Vereinigten Staaten oder über Großbritannien zensiert wurden. Passagen, die gekürzt wurden, behandelten zum Beispiel ein Amerika, welches sein Gebiet durch Annexion von Kanada und Mittelamerika verdoppelte, oder Englands damalige Verweigerung des Metrischen Systems.
Die Ausgabe des S. Fischer Verlags von 1968 wird kritisiert, den Roman sehr stark gekürzt zu haben. Ebenfalls wird die teilweise sehr rohe Ausdrucksweise kritisiert.

## Verfilmung
- Der Roman wurde 1974 als Animationsfilm in Deutschland im Auftrag des ZDF von Armin Lang in zwei Teilen produziert. Die beiden Teile mit dem Namen Vertragsbruch und 1 Million Dollar und 10 Millionen PS in falschen Händen dauerten jeweils 25 Minuten. Bearbeitet wurde die Geschichte von Gerhard Reutter, Karl Wägele und H. Ludwig Enderle. Die Zeichnungen wurden von Karl Wägele angefertigt. Die Aufnahmen waren von A. Lang, J. Ritzinger und A. Klemm. Das Script war von Wilfrid Grote. Der Sprecher war Dieter Borsche.[2]

## Ausgaben
- Julius Verne: Die Propellerinsel. Mit 81 Illustrationen. In: Bekannte und unbekannte Welten. Abenteuerliche Reisen von Julius Verne. Band 67 und 68. A. Hartleben’s Verlag, Wien. Pest. Leipzig. 1897 (zeno.org).